# Saison 3 de Burn Notice
Chronologie
Saison 2 Saison 4
Cet article présente le guide des épisodes de la troisième saison de la série télévisée américaine Burn Notice.

## Généralités
Cette troisième saison est composée de 16 épisodes.

### Synopsis
Michael Westen est un agent secret qui est subitement mis à pied en plein milieu d'une opération. Il se retrouve à Miami sans savoir pourquoi, sans emploi, sous étroite surveillance d'agences fédérales et sans pouvoir quitter la ville. Michael est alors obligé de survivre en menant des opérations pour divers clients à Miami. Aidé par une ex-petite amie, Fiona, ancien membre de l'IRA, et Sam, un ancien soldat à la retraite, Michael utilise son expérience et des techniques d'espionnage pour venir à bout d'affaires que la police seule ne saurait résoudre. Parallèlement, Michael cherche activement à savoir pourquoi il a été « licencié ».

## Distribution de la saison

### Acteurs principaux
- Jeffrey Donovan (VF : Bertrand Liebert) : Michael Westen
- Gabrielle Anwar (VF : Nathalie Karsenti) : Fiona Glenanne (en)
- Bruce Campbell (VF : Thierry Mercier) : Sam Axe (en)
- Sharon Gless (VF : Michelle Bardollet) : Madeline Westen

### Acteurs récurrents
- Seth Peterson (VF : Dominique Guillo) : Nate Westen
- Marc Macaulay (en) (VF : Érik Colin) : agent Harris
- Brandon Morris (VF : Antoine Tomé) : agent Lane
- Paul Tei (VF : Vincent Ribeiro) : Barry
- Arturo Fernandez (VF : Ludovic Baugin) : Sugar
- Moon Bloodgood (VF : Marie Zidi) : inspecteur Paxson
- Otto Sanchez (VF : Damien Boisseau) : Diego Garza
- Ben Shenkman (VF : Lionel Tua) : Tom Stricker
- Chris Vance (VF : Patrick Mancini) : Mason Gilroy

### Invités
- Brian Van Holt (VF : Tony Joudrier) : Harlan (épisode 1)
- Nicholas Turturro (VF : Mark Lesser) : Tommy (épisode 4)
- Callie Thorne (VF : Brigitte Aubry) : Natalie Rice (épisode 8)
- Natalia Baron (VF : Laëtitia Lefebvre) : Calia (épisode 10)
- Clayne Crawford (VF : Fabien Jacquelin) : Ryan Johnson (épisode 10)
- Tyne Daly : Tina (épisode 10)
- Jude Ciccolella (VF : Marcel Guido) : Connor Johnson (épisode 10)
- Danny Trejo : Vega (épisode 11)
- Erik King (VF : Patrick Bonnel) : Bolo (épisode 12)
- Tim Matheson (VF : Bruno Dubernat) : Larry Sizemore (épisode 13)
- Christina Moore (VF : Ariane Deviègue) : Isabella (épisode 14)
- Carlos Bernard (VF : Éric Aubrahn) : Gabriel (épisode 15)
- Jonathan LaPaglia (VF : Bernard Bollet) : Coleman (épisode 15)
- Garret Dillahunt (VF : Vincent Ropion) : Simon (épisode 16)

## Épisodes

### Épisode 1:À la loyale
- États-Unis : 4 juin 2009 sur USA Network[1]
- France : 
  - 1er septembre 2010 sur 13ème rue
  - 17 mai 2011 sur M6
- Suisse : 16 octobre 2010 sur TSR2
- Québec : 21 mars 2011 sur Séries+
- Belgique : date inconnue sur RTL-TVI

### Épisode 2:La Croix et la Bannière
- États-Unis : 11 juin 2009 sur USA Network
- France : 
  - 1er septembre 2010 sur 13ème rue
  - 24 mai 2011 sur M6
- Suisse : 30 octobre 2010 sur TSR2
- Québec : 21 mars 2011 sur Séries+

### Épisode 3:Trafic d'influence
- États-Unis : 18 juin 2009 sur USA Network
- France : 
  - 8 septembre 2010 sur 13ème rue
  - 31 mai 2011 sur M6
- Suisse : 20 novembre 2010 sur TSR2
- Québec : 28 mars 2011 sur Séries+

### Épisode 4:Chassé-Croisé
- États-Unis : 25 juin 2009 sur USA Network
- France : 
  - 8 septembre 2010 sur 13ème rue
  - 7 juin 2011 sur M6
- Suisse : 20 novembre 2010 sur TSR2
- Québec : 4 avril 2011 sur Séries+

### Épisode 5:La Sagesse du fou
- États-Unis : 9 juillet 2009 sur USA Network
- France : 
  - 15 septembre 2010 sur 13ème rue
  - 14 juin 2011 sur M6
- Suisse : 27 novembre 2010 sur TSR2
- Québec : 11 avril 2011 sur Séries+

- Michael Weston (Spencer Watkowski)

### Épisode 6:Le Chasseur
- États-Unis : 16 juillet 2009  sur USA Network
- France : 
  - 15 septembre 2010 sur 13ème rue
  - 21 juin 2011 sur M6
- Suisse : 15 janvier 2011 sur TSR2
- Québec : 18 avril 2011 sur Séries+

### Épisode 7:Mauvaise Éducation
- États-Unis : 23 juillet 2009 sur USA Network
- France : 
  - 22 septembre 2010 sur 13ème rue
  - 28 juin 2011 sur M6
- Suisse : 8 janvier 2011 sur TSR2
- Québec : 25 avril 2011 sur Séries+

### Épisode 8:Nettoyage et Blanchiment
- États-Unis : 30 juillet 2009 sur USA Network
- France : 
  - 22 septembre 2010 sur 13ème rue
  - 29 juin 2011 sur M6
- Suisse : 12 février 2011 sur TSR2
- Québec : 2 mai 2011 sur Séries+

### Épisode 9:Enchères à l'irlandaise
- États-Unis : 6 août 2009 sur USA Network
- France : 
  - 29 septembre 2010 sur 13ème rue
  - 5 juillet 2011 sur M6
- Suisse : 26 mars 2011 sur TSR2
- Québec : 9 mai 2011 sur Séries+

Fin de diffusion de la première partie de la troisième saison aux États-Unis.

### Épisode 10:Le Prix à payer
- États-Unis : 21 janvier 2010 sur USA Network[11]
- France : 
  - 29 septembre 2010 sur 13ème rue
  - 6 juillet 2011 sur M6
- Suisse : 2 avril 2011 sur TSR2[12]
- Québec : 16 mai 2011 sur Séries+

- Tyne Daly (Tina)
- Jude Ciccolella (Connor Johnson)

### Épisode 11:Pacte avec le Diable
- États-Unis : 28 janvier 2010 sur USA Network
- France : 
  - 6 octobre 2010 sur 13ème rue
  - 12 juillet 2011 sur M6
- Suisse : 9 avril 2011 sur TSR2[14]
- Québec : 23 mai 2011 sur Séries+

### Épisode 12:Sous emprise
- États-Unis : 4 février 2010 sur USA Network
- France : 
  - 6 octobre 2010 sur 13ème rue
  - 17 juillet 2011 sur M6
- Suisse : 23 avril 2011 sur TSR2[16]
- Québec : 30 mai 2011 sur Séries+

### Épisode 13:Le Retour de Larry
- États-Unis : 11 février 2010 sur USA Network
- France : 
  - 13 octobre 2010 sur 13ème rue
  - 17 juillet 2011 sur M6
- Suisse : 30 avril 2011 sur TSR2[18]
- Québec : 6 juin 2011 sur Séries+

### Épisode 14:L'Associé de l'ombre
- États-Unis : 18 février 2010 sur USA Network
- France : 
  - 13 octobre 2010 sur 13ème rue
  - 24 juillet 2011 sur M6
- Suisse : 7 mai 2011 sur TSR2[20]
- Québec : 13 juin 2011 sur Séries+

### Épisode 15:Instant T
- États-Unis : 25 février 2010 sur USA Network
- France : 
  - 20 octobre 2010 sur 13ème rue
  - 24 juillet 2011 sur M6
- Suisse : 14 mai 2011 sur TSR2[22]
- Québec : 20 juin 2011 sur Séries+

- Carlos Bernard (Gabriel)

### Épisode 16:Le Mercenaire
- États-Unis : 4 mars 2010 sur USA Network
- France : 
  - 20 octobre 2010 sur 13ème rue
  - 31 juillet 2011 sur M6
- Suisse : 21 mai 2011 sur TSR2[24]
- Québec : 27 juin 2011 sur Séries+

- Garret Dillahunt (Simon)